# Micronoyau (biologie cellulaire)
Pour les articles homonymes, voir Micronoyau.

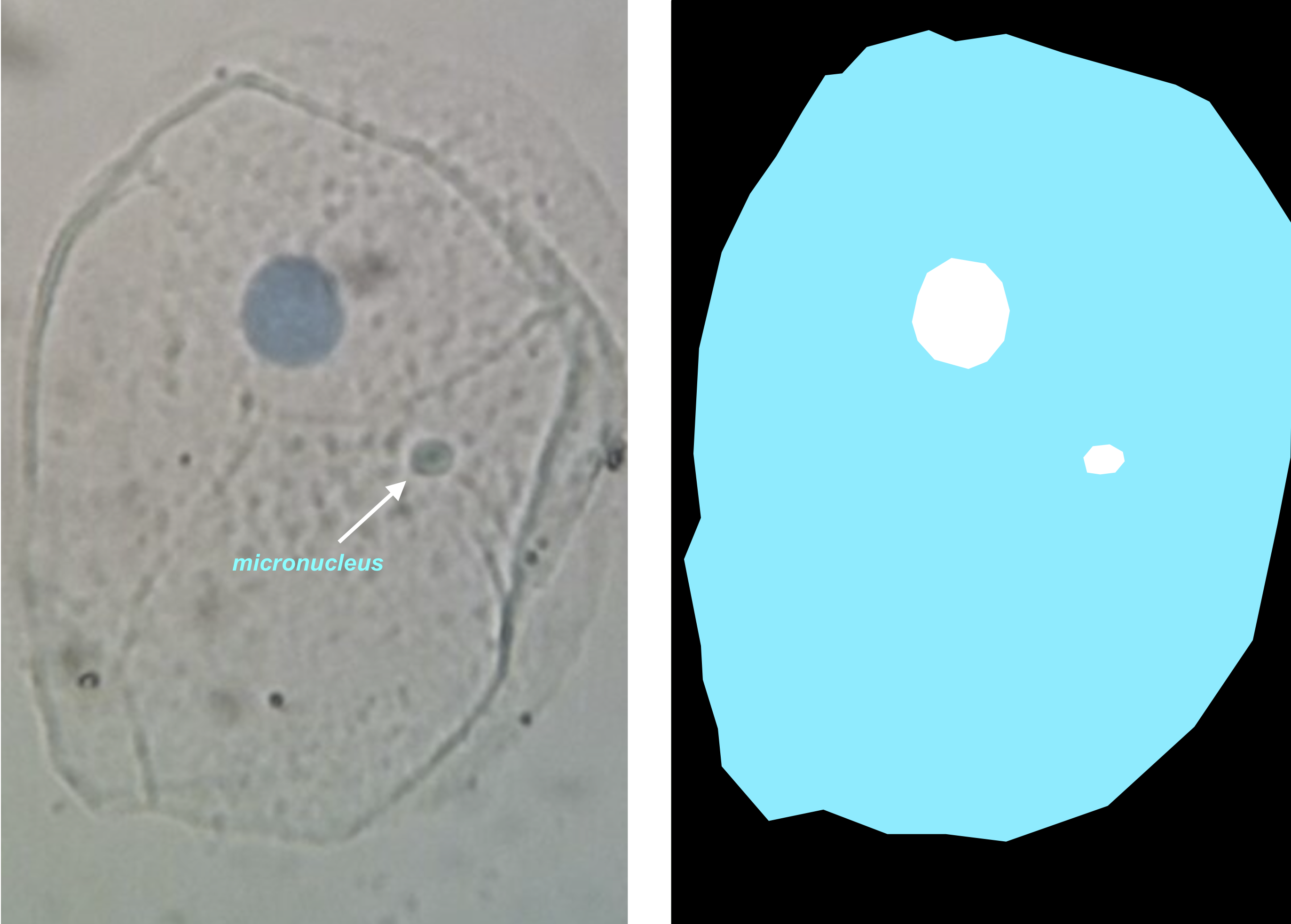
Cellule présente un micronoyau (flèche)

En biologie cellulaire, un micronoyau (ou micronucléus) est une « entité nucléaire » dans une cellule vivante, qui s'est formée anormalement hors du noyau cellulaire (il peut y avoir plusieurs micronoyaux dans une même cellule). 
Ce dommage intracellulaire est stable (il persistera durant toute la durée de vie de la cellule, associé à un effet mutagène, et parfois cancérogène). Dans les cellules à vie longue (ex : neurone), il a une rémanence longue. Cette anomalie chromosomique peut nuire au fonctionnellement de la cellule et parfois provoquer sa mort (apoptose) ou initier une tumeur ou un cancer.

## Origine
Les micro noyaux se forment à partir d'une perte de fragments de chromosomes ou de chromosomes entiers au moment la division nucléaire. Cette perte peut être induite par un ou des agent(s) génotoxique(s) et clastogène(s) (c'est-à-dire responsable de cassures du double brin de la molécule d'ADN) ou induite par un agent « aneugène » (c'est-à-dire altérant l'appareil mitotique qui permet la division cellulaire).

## Le test des micronoyaux
C'est un test écotoxicologique ou de biomonitoring très utilisé qui vise à détecter et compter les micronoyaux dans des cellules exposées (généralement in vitro) à un agent génotoxique ou supposé tel. 
Il peut aussi être appliqué à un échantillon de cellules exposées in vivo (lymphocytes d'animal de laboratoire par exemple, ou de sujets humains potentiellement exposés à un produit génotoxique) ;